# حشره‌خوار سوندا
 حشره‌خوار سوندا (نام علمی: Crocidura monticola) نام یک گونه از سرده حشره‌خوارهای دندان‌سفید است.